# Gut Wotersen

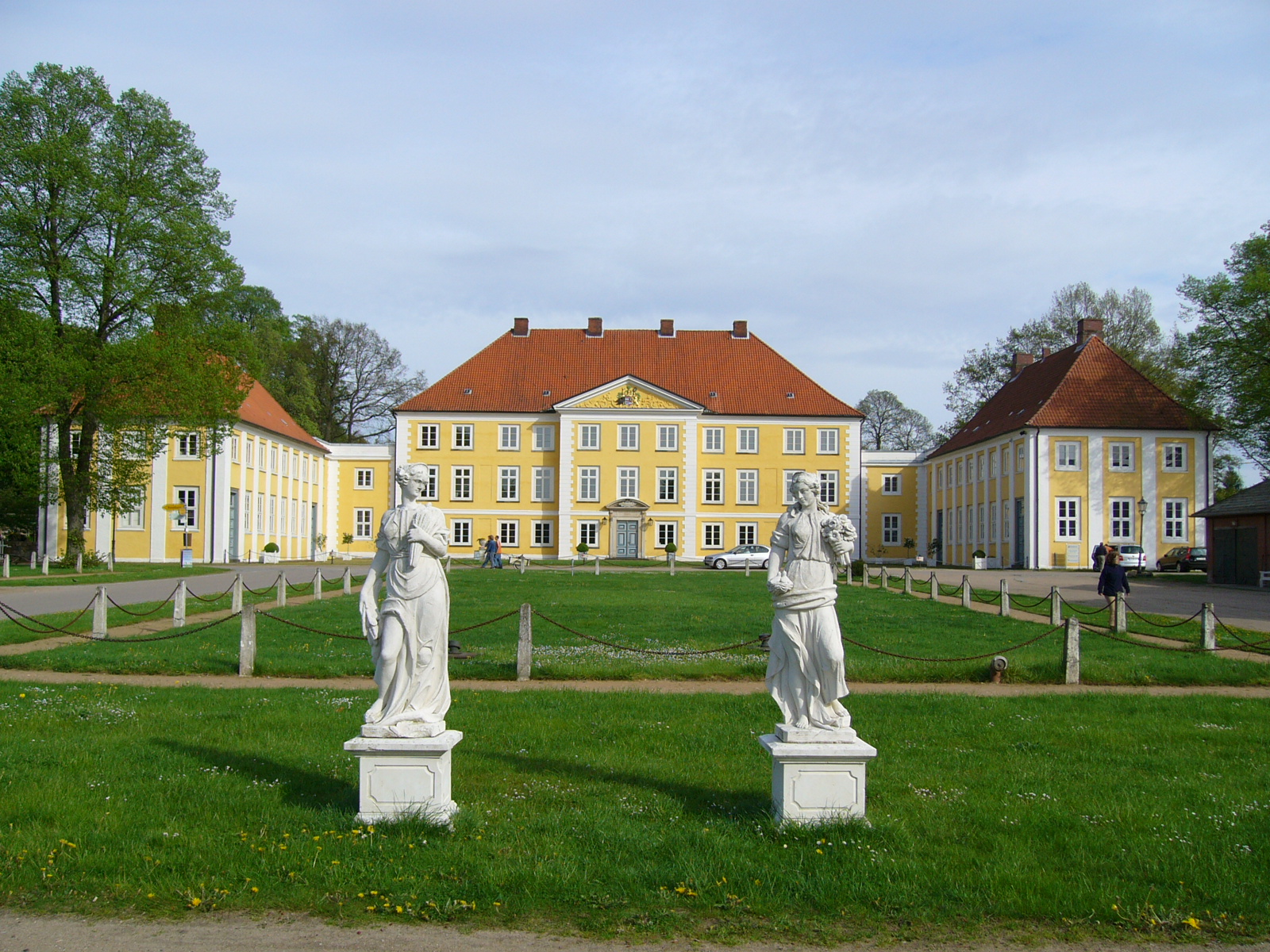
Herrenhaus

Das Gut Wotersen, auch als Schloss Wotersen bezeichnet, war über fast drei Jahrhunderte im Besitz der adligen Familie Bernstorff, die im 18. Jahrhundert die hannoveranische und dänische Politik maßgeblich mitgestaltete. Das Gut liegt in der Gemeinde Roseburg im Kreis Herzogtum Lauenburg im Südosten Schleswig-Holsteins.

## Geschichte

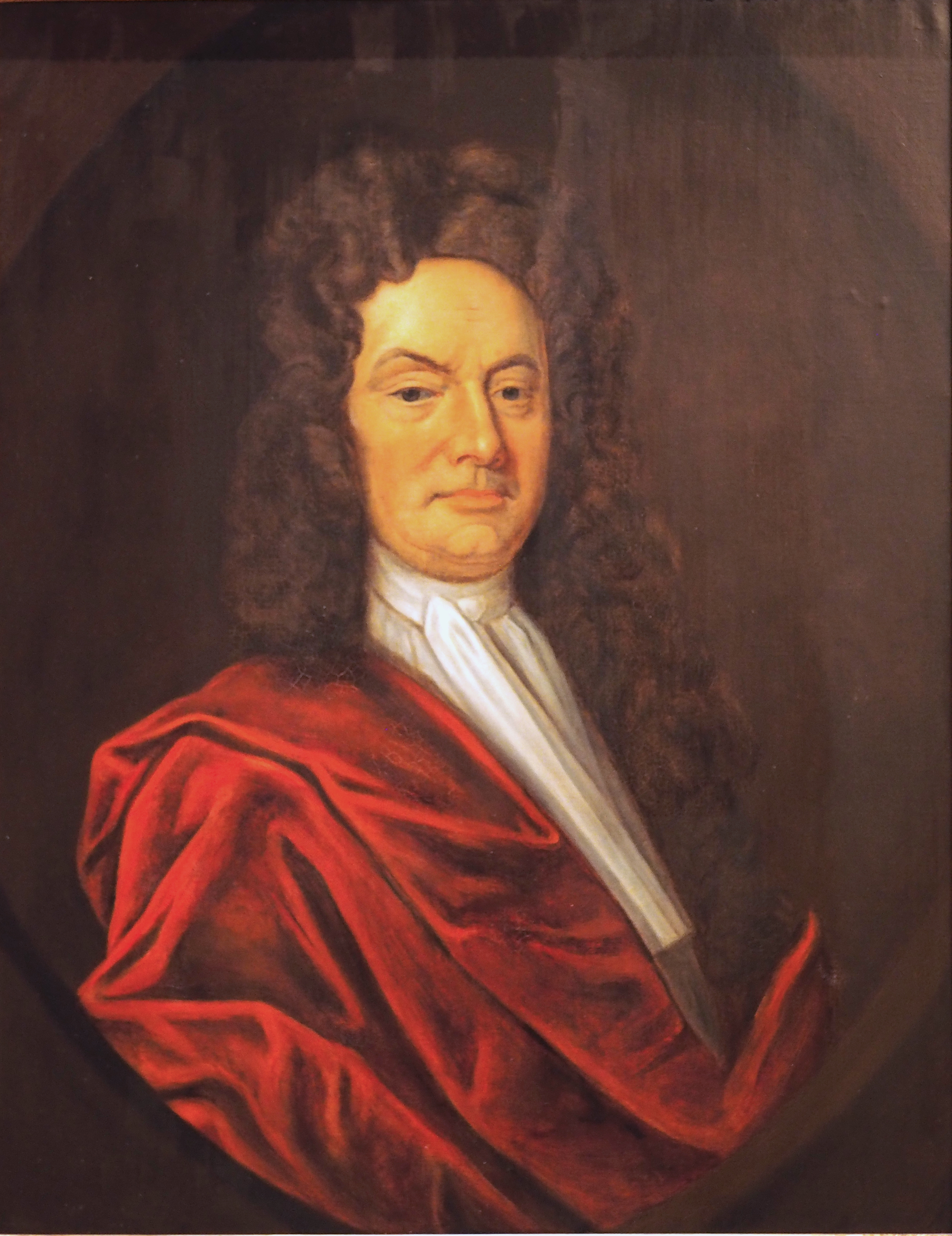
Andreas Gottlieb Freiherr von Bernstorff

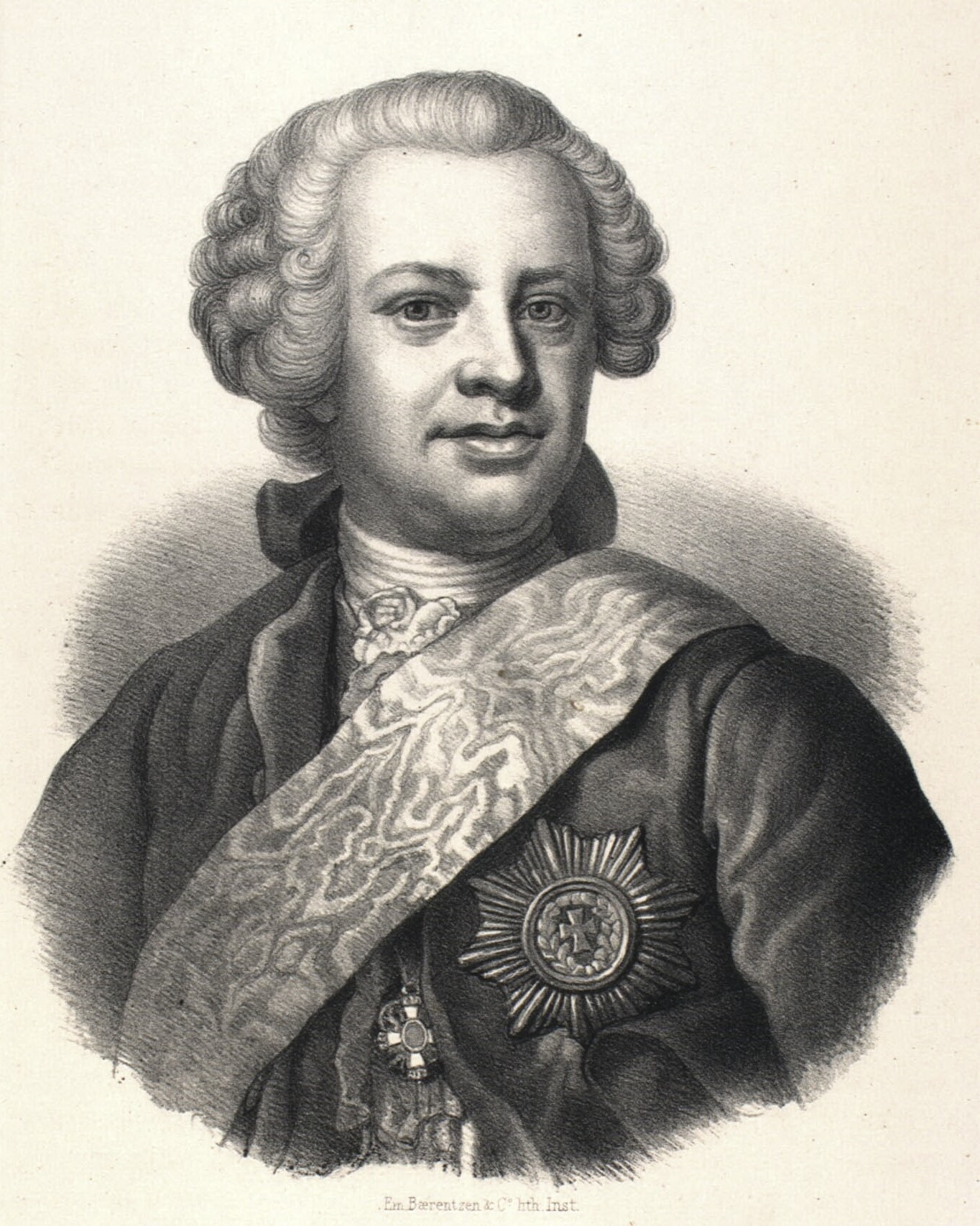
Johann Hartwig Ernst von Bernstorff

Ein Dorf Wotersen wurde erstmals 1230 im Ratzeburger Zehntregister erwähnt.
Das gleichnamige Adlige Gut, als solches spätestens seit dem 16. Jh. mit eigener Gerichtsbarkeit, ging 1408 von der Familie von Schack in den Besitz derer von Dalldorf (auch Daldorff, ein lokales Geschlecht mit Stammsitz im nahegelegenen Dalldorf) über, die die Anlage über viele Generationen hielt (nach kurzer Verpfändung 1672 an Familie von Falkenberg Auslösung durch Valentin Johann von Dalldorf).
1717 wurde Wotersen von dem kurhannoverschen Minister Andreas Gottlieb Freiherr von Bernstorff (1649–1726) erworben. Als einflussreicher Politiker war er sowohl am celleschen und hannoverschen Hof, als auch in England unter König Georg I. politisch aktiv. Vor allem als Vermögensanlage erwarb er an Grundbesitz neben Wotersen die Güter Stintenburg im Lauenburgischen sowie Gartow im Wendland; beide Höfe sind bis dato im Besitz der Familie. Ab 1720 ließ von Bernstorff anstelle der im Dreißigjährigen Krieg zerstörten Burg durch Johann Caspar Borchmann eine neue Gutsanlage ausführen und in ein Familienfideikommiss umwandeln, eine Stiftung, in der der Hof ungeteilt in der Familie weitervererbt wird.
1737 übernahm sein Enkel und späterer dänischer Außenminister Johann Hartwig Ernst Graf von Bernstorff (1712–1772) Wotersen und beauftragte bald Johann Paul Heumann mit ausgiebigen Umbauarbeiten, die 1765 abgeschlossen wurden. 1770 zog sich von Bernstorff, nachdem er durch Johann Friedrich Struensee gestürzt worden war, auf seinen Besitz zurück, wo er 1772 im Alter von 59 Jahren verstarb. Der unter ihm geplante Garten wurde nicht mehr umgesetzt, der Innenausbau erst Mitte des 19. Jhs. unter einem Urgroßneffen von Bernstorffs fertiggestellt. Dieser ließ auch den Barockgarten zu einem Landschaftspark umgestalten und modernisierte den Wirtschaftshof.
Das Gut blieb bis 1996 im Familienbesitz, wurde dann an den Immobilienkaufmann Johann Max Böttcher veräußert und befindet sich heute im Besitz von Kurt-Peter Gaedeke.

## Gebäude und Anlage

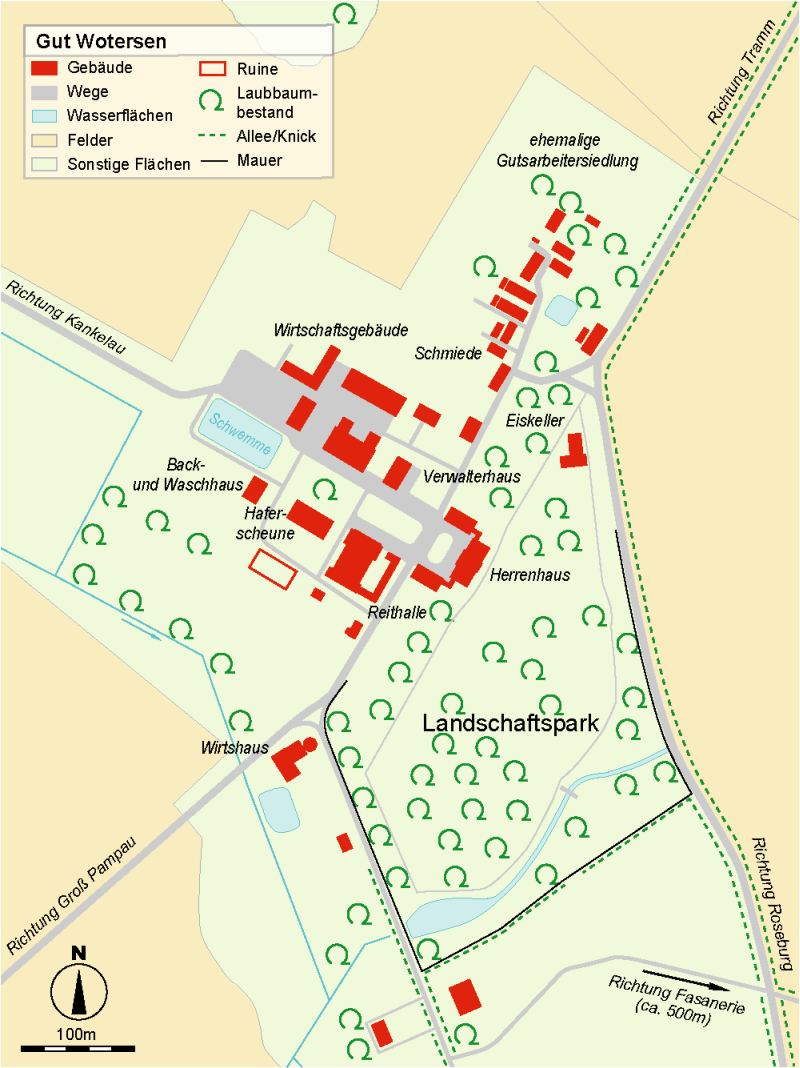
Übersichtsplan

Die Anlage ist in Nord-Süd-Richtung ausgelegt und war über einen Damm erreichbar. Ein Torhaus gab und gibt es nicht, das Herrenhaus ist eine Dreiflügelanlage mit Ehrenhof. In der Mitte der Anlage befindet sich ein Wasserbecken, das als Tränke oder Schwemme benutzt wurde.

### Herrenhaus
Das Herrenhaus erhielt seine heutige Gestalt bei dem Umbau Mitte des 18. Jahrhunderts (s. o.), bei dem das Gebäude aufgestockt wurde. Der elfachsige Bau mit hohen Walmdach zeigt zur Hofseite drei Stockwerke, zur Gartenseite aufgrund des ansteigenden Geländes nur zwei. Der Mittelrisalit der symmetrisch rhythmisch gegliederten Hoffassade trägt einen flachen Giebel, der das in Sandstein ausgeführte, farbige Familienwappen zeigt. Die anderthalbgeschossigen Seitenflügel sind je über einen flachen Winkelbau mit dem Hauptgebäude verbunden.
Durch die Eingangshalle betritt man ein repräsentativ gestaltetes Treppenhaus, in dem ein Großteil der Porträtsammlung der Bernstorffs ausgestellt ist. Die meisten anderen Räume des Herrenhauses sind eher schlicht gehalten.

### Wirtschaftsgebäude

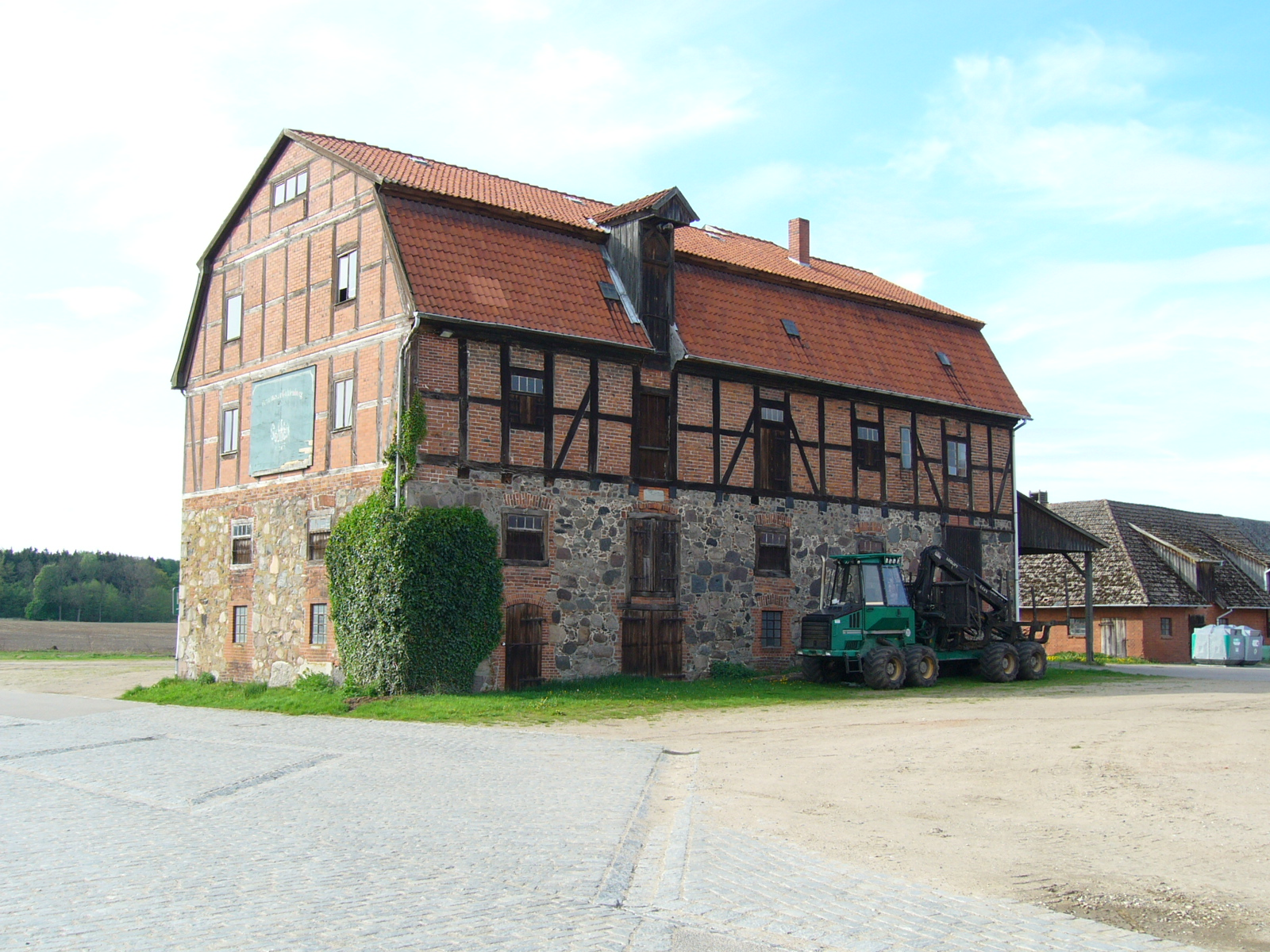
Eines der Wirtschaftsgebäude

Die aus gespaltenen Feldsteinen – einem für die Region untypischen Baumaterial – errichteten Wirtschaftsgebäude waren ursprünglich symmetrisch entlang einer zentralen Achse angeordnet. Das Back- und Waschhaus mit Haferspeicher und die Roggenscheune stammen noch aus dem 18. Jahrhundert. Auch das Verwalterhaus wurde 1721 errichtet, die Reithalle erst im 19. Jahrhundert.

## Heutige Nutzung
Die Landwirtschaft ist auf Wotersen nach wie vor in Betrieb, das Herrenhaus jedoch nicht zugänglich. Auf dem Hof und in den Hallen finden allerdings regelmäßig Veranstaltungen, in der Reithalle etwa Konzerte im Rahmen des Schleswig-Holstein Musikfestivals, statt. Zudem können diese auch für private Veranstaltungen angemietet werden.
Die Außenaufnahmen der von 1987 bis 1990 im ZDF ausgestrahlten Serie Das Erbe der Guldenburgs wurden auf Gut Wotersen gedreht.

## Verkehrsanbindung
Gut Wotersen ist von der A24 von Hamburg nach Berlin über die Ausfahrten Talkau und Hornbek zu erreichen. Außerdem besteht (in Roseburg) eine Linienbusverbindung nach Mölln und nach Büchen.
Die Europawanderwege E1 und E9 führen am Gut Wotersen vorbei.

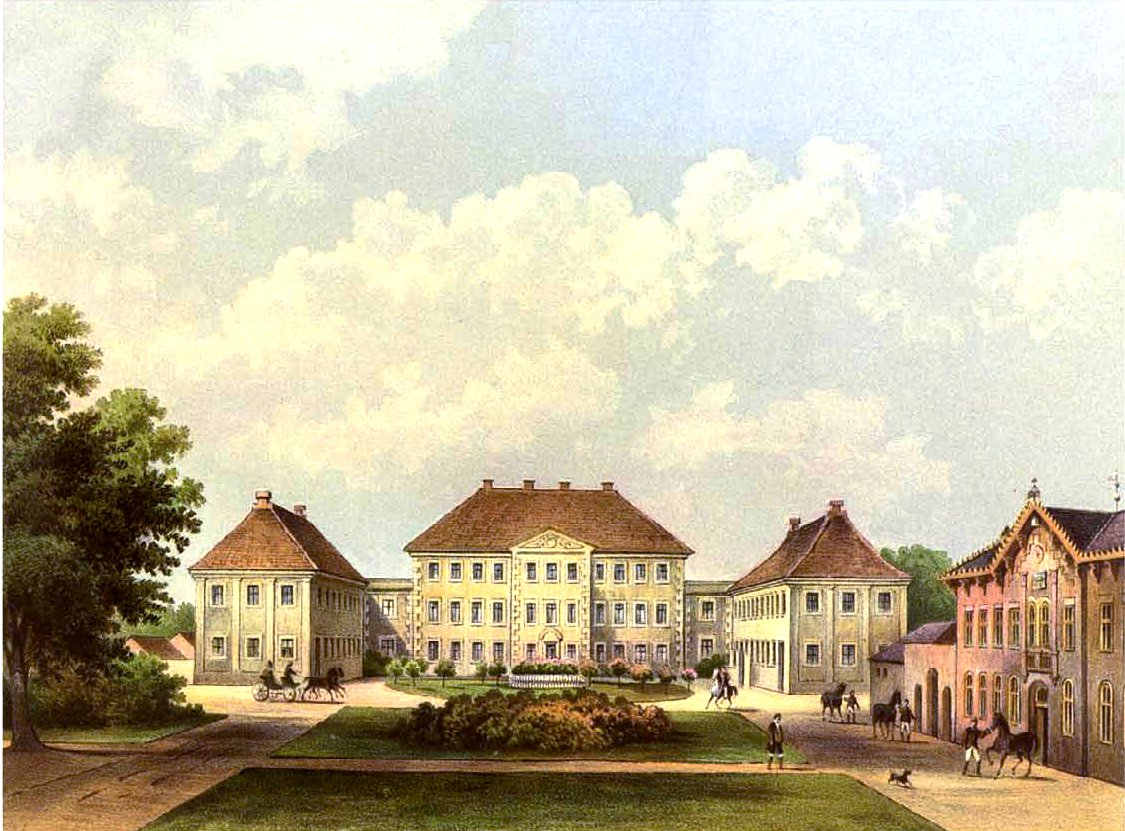
Wotersen in der Sammlung Duncker, Mitte 19. Jhdt
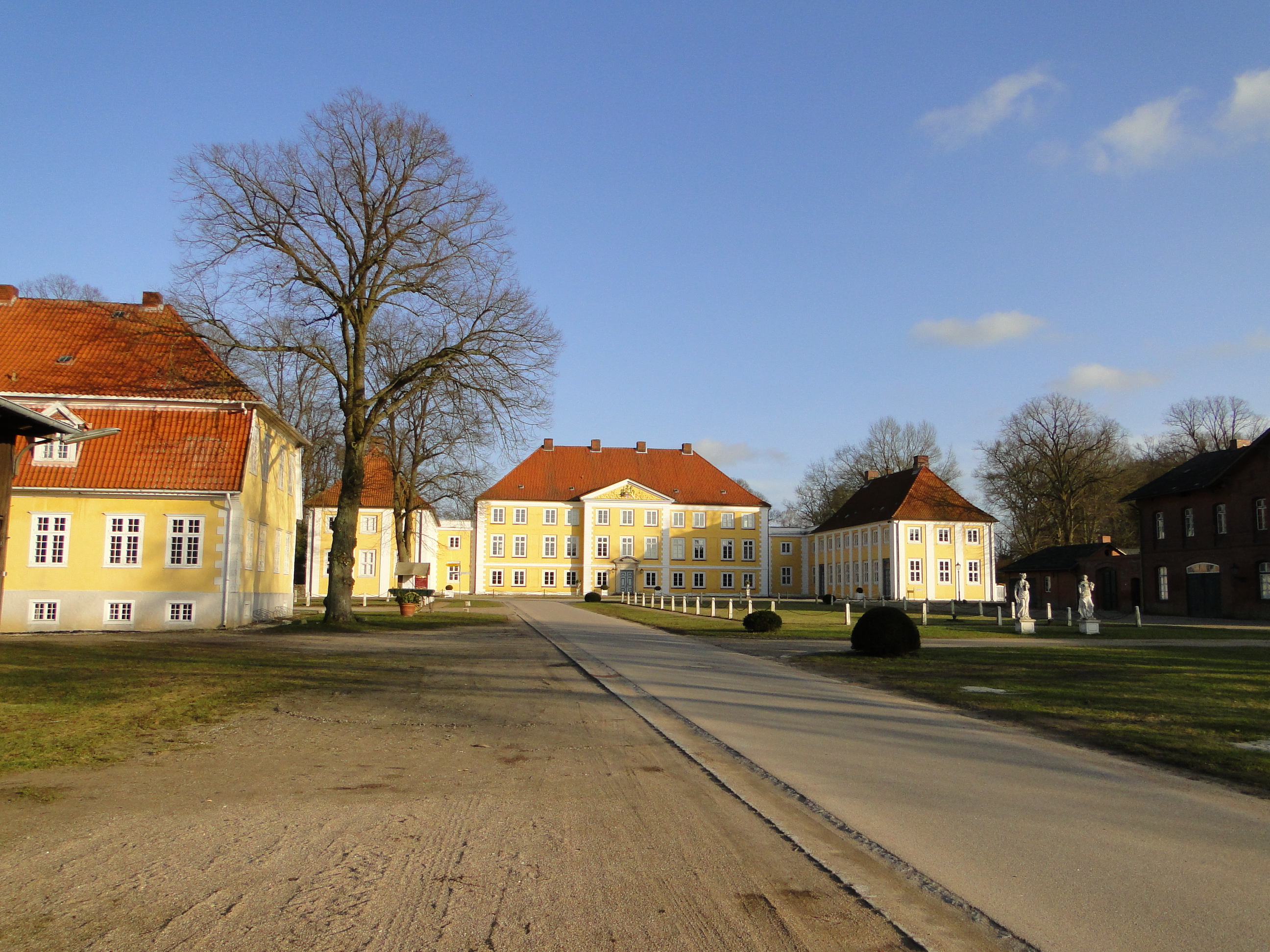
Hofgebäude und Herrenhaus
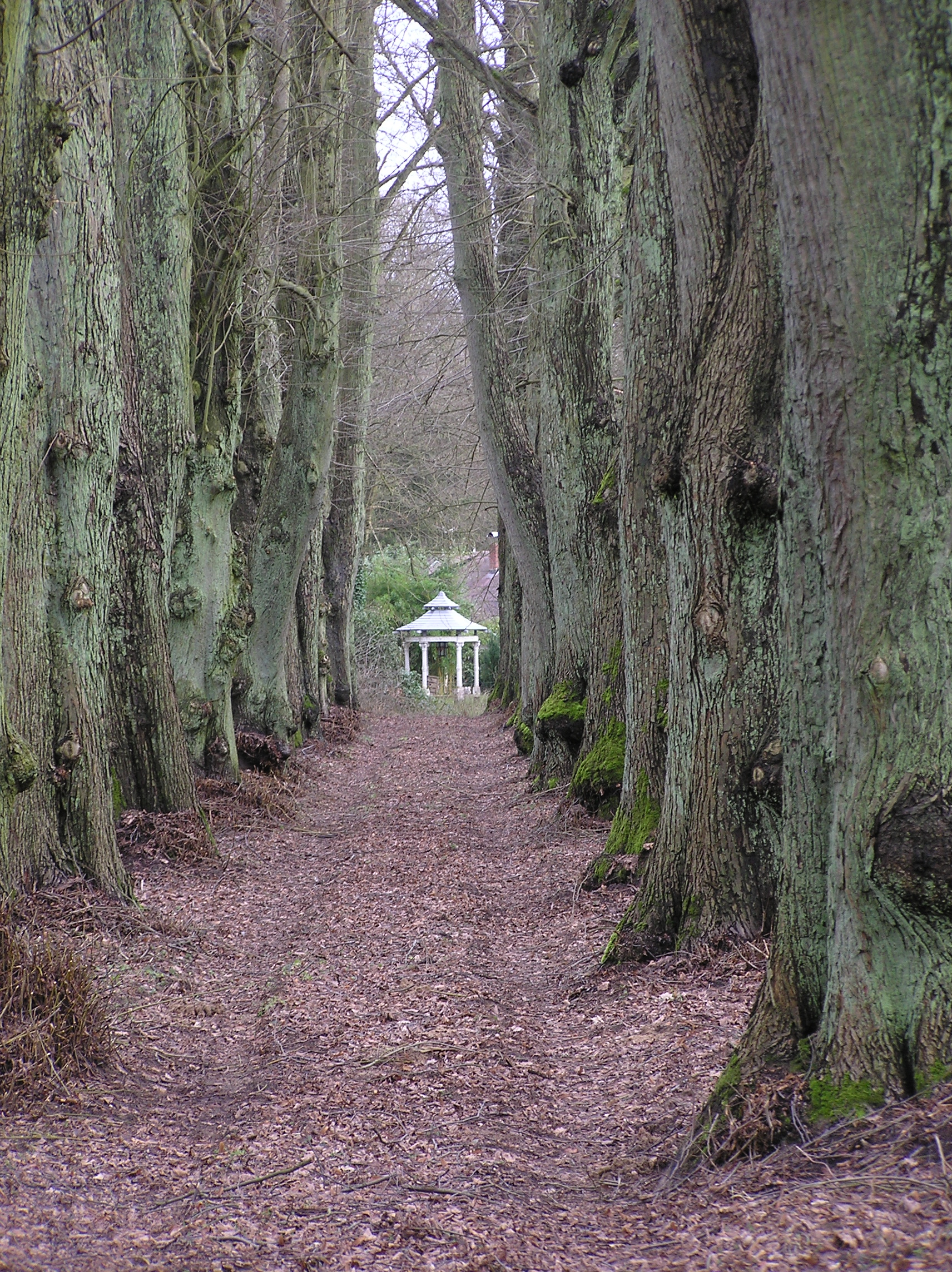
Weg zur Fasanerie

## Rittergut und Patrimonialgericht
Das Gut war ein landtagsfähiges Rittergut, der Besitzer war daher Mitglied der Ritter- und Landschaft Lauenburgs. Ebenfalls mit dem Gut verbunden war die Patrimonialgerichtsbarkeit: der jeweilige Gutsherr war (oder bestimmte) den Richter für die Bewohner des Gutes, siehe auch die Liste der Gerichte im Herzogtum Sachsen-Lauenburg. Mit dem Übergang an Preußen endeten diese Rechte 1866.

## Persönlichkeiten
- Johann Hartwig Ernst von Bernstorff-Gyldensteen (1815–1898), Gutsbesitzer auf Wotersen und Lanken, Abgeordneter der Lauenburgischen Ritter- und Landschaft